# Mełgiew (gromada)
Mełgiew – dawna gromada, czyli najmniejsza jednostka podziału terytorialnego Polskiej Rzeczypospolitej Ludowej w latach 1954–1972.
Gromady, z gromadzkimi radami narodowymi (GRN) jako organami władzy najniższego stopnia na wsi, funkcjonowały od reformy reorganizującej administrację wiejską przeprowadzonej jesienią 1954 do momentu ich zniesienia z dniem 1 stycznia 1973, tym samym wypierając organizację gminną w latach 1954–1972.
Gromadę Mełgiew z siedzibą GRN w Mełgwi utworzono – jako jedną z 8759 gromad na obszarze Polski – w powiecie lubelskim w woj. lubelskim na mocy uchwały nr 12 WRN w Lublinie z dnia 5 października 1954. W skład jednostki weszły obszary dotychczasowych gromad Mełgiew, Mełgiew Podzamcze, Żurawniki, Dominów, Trzeciaków i Trzeszkowice oraz położoną na północ od toru kolejowego Lublin-Chełm część obszaru dotychczasowej gromady Minkowice ze zniesionej gminy Mełgiew w tymże powiecie. Dla gromady ustalono 27 członków gromadzkiej rady narodowej.
1 stycznia 1960 do gromady Mełgiew włączono obszar zniesionej gromady Janowice, a także kolonie Krzesimów i Piotrówek oraz wieś Lubliniec ze zniesionej gromady Krzesimów w tymże powiecie.
1 stycznia 1962 z gromady Mełgiew wyłączono kolonię Piotrówek B, włączając ją do gromady Łęczna w tymże powiecie.
Gromada przetrwała do końca 1972 roku, czyli do kolejnej reformy gminnej. 1 stycznia 1973 w powiecie lubelskim reaktywowano gminę Mełgiew (od 1999 gmina Mełgiew znajduje się w powiecie świdnickim w woj. lubelskim).